# 2020 v letectví
Tento článek obsahuje seznam událostí souvisejících s letectvím, které proběhly roku 2020.

## Události

### Leden
- 3. ledna – Kásim Sulejmání, velitel jednotek Quds íránských revolučních gard, byl zabit v blízkosti mezinárodního letiště v Bagdádu při útoku bezpilotního letounu MQ-9 Reaper USAF, provedeném pravděpodobně řízenou protizemní střelou AGM-114 Hellfire.[1][2]
- 3. ledna – Ministerstvo vnitra Ukrajiny převzalo první dva vrtulníky Airbus Helicopters H125 z celkem 24 objednaných.[3]
- 8. ledna – Íránské islámské revoluční gardy provedly útok balistickými raketami na americké letecké základny Ayn-al-Asad a Elbir na území Iráku, v odvetu za usmrcení Kásima Sulejmáního americkým bezpilotním letounem 3. ledna.[4] Útoky se obešly bez obětí na životech, 11 příslušníků ozbrojených sil bylo evakuováno aby jim bylo poskytnuto lékařské vyšetření.[5]
- 8. ledna – Sestřelení letu Ukraine International Airlines 752 a smrt 176 lidí na palubě.
- 13. ledna – Námořnictvo Spojených států amerických oznámilo objednávku prvních 32 vrtulníků Leonardo TH-73A, které v cvičné roli začnou nahrazovat starší typ Bell TH-57 Sea Ranger. Celkově je plánován nákup až 130 strojů typu TH-73.[6]
- 30. ledna – Španělské letectvo objednalo 24 turbovrtulových cvičných letounů Pilatus PC-21,[7] jejichž dodávky mají začít v roce 2020. Španělské označení typu bude E.27.
- 31. ledna – Polsko podepsalo objednávku na 32 amerických víceúčelových bojových letounů F-35A Lightning II v celkové hodnotě 4,6 miliardy USD.[8] Jejich dodávky jsou plánovány na roky 2024 až 2030.

### Únor
- 9. února – Boeing 747-400 letu British Airways č. 112 za pomoci tryskového proudění během orkánu Ciara při přeletu Atlantiku z newyorského letiště Johna Fitzgeralda Kennedyho dosáhl času 4 hod 56 minut, a na londýnské letiště Heathrow dorazil 78 minut před plánovaným příletem. Dosahoval maximální rychlosti až 825 mph (1 325 km/h) a dosavadní rekord podzvukových letounů v době přeletu Atlantiku překonal o 17 minut.[9][10]
- 11. února – Italský letecký přepravce Air Italy vstoupil do likvidace.[11]

- 12. února – Kanadský letecký výrobce Bombardier Aviation prodal evropskému koncernu Airbus svůj zbývající podíl na holdingové společnosti Airbus Canada Limited Partnership, vyrábějící úzkotrupý dopravní letoun Airbus A220 (původně Bombardier CSeries). Tím Bombardier ukončil své působení v oblasti výroby proudových dopravních letounů a bude se soustředit na výrobu strojů kategorie business jet.[12] Airbusu tak nyní patří 75 % podniku Airbus Canada Ltd., jehož zbývající podíl zůstává ve vlastnictví investiční agentury Investissement Québec vlastněné vládou provincie Québec.
- 26. února – Slovenská nákladní letecká společnost Air Cargo Global ukončila veškerou činnost.[13]

- 27. února – Odvolací soud pro Anglii a Wales zrušil rozhodnutí britské vlády z roku 2016 o vybudování třetí ranveje londýnského letiště Heathrow z důvodů nezohlednění platných předpisů a závazků práva životního prostředí, zejména ve vztahu k probíhající změně klimatu.[14] Provozovatel letiště plánuje napadení rozsudku u Nejvyššího soudu Spojeného království, britská vláda se k pokračování řízení připojit nehodlá.

### Březen
- 4. března – Britská letecká společnost Flybe vstoupila kvůli finančním potížím do insolvence a následně došlo k jejímu zániku.[15]

### Duben
- 7. dubna – Německá společnost Lufthansa oznámila zánik své nízkonákladové sesterské letecké společnosti Germanwings i z důvodu pandemie covidu-19, která způsobila krizi v letectví.[16]
- 10. dubna – Brazilské letectvo zařadilo do řadové služby první dva stroje Embraer KC-390 Millennium, program jejichž cvičných letů proti původním plánům zkrátilo, aby je mohlo nasadit k přepravě zdravotnického materiálu v souvislosti s pandemií covidu-19.[17]
- 21. dubna – Australská společnost Virgin Australia do insolvence[ujasnit] a uzemnila všechna letadla.[zdroj⁠?!]

### Květen
- 21. května – Spojené státy americké oznámily odstoupení od Smlouvy o otevřeném nebi.[18]
- 27. května – Indické letectvo zavedlo do služby sériovou verzi stíhacího letounu HAL Tejas. První jí vybavenou jednotkou se stala 18. peruť.[19]

### Červen
- 10. června – Pipistrel Velis Electro se stalo celosvětově prvním letadlem poháněným elektřinou, které získalo typový certifikát, od evropské agentury EASA.[20]
- 11. června – Maďarské letectvo vyřadilo ze služby poslední transportní letoun Antonov An-26.[21]
- 16. června – Portugalské letectvo vyřadilo ze služby vrtulníky Aérospatiale Alouette III.[22]

### Červenec
- 10. července – Japonské pozemní síly sebeobrany převzaly první dva víceúčelové konvertoplány MV-22B Osprey.[23]
- 27. července – Indické letectvo převzalo do služby letouny Dassault Rafale. První s nimi operující jednotkou se stala 17. peruť.[24]
- 31. července – Armáda Korejské republiky vyřadila ze služby vrtulníky Bell UH-1H Huey, které ve službě nahradil typ KAI  Surion domácí konstrukce.[25]

### Srpen
- 20. srpna – Německá Luftwaffe převzala první exemplář dopravního letounu Airbus A350.[26]

### Září
- 2. září – Vzdušné síly Armády České republiky vyřadily ze služby u 241. dopravní letky poslední dva letouny Jakovlev Jak-40.[27]
- 4. září – Francouzské námořní letectvo, Aéronavale, vyřadilo ze služby vrtulníky Westland Lynx a rozpustilo poslední dosud je užívající útvar, Flottille 34F.[28]
- 11. září –  Oficiální pojmenování vojenského letectva Francie se změnilo z Armée de l'air („Vzdušné síly“) na Armée de l'air et de l'espace („Vzdušné a vesmírné síly“).[29]

### Říjen
- 4. října – United States Marine Corps Aviation vyřadilo ze služby poslední bitevní vrtulník typu AH-1W SuperCobra.[30]
- 13. října – Filipínské letectvo převzalo do služby šest lehkých bojových letounů A-29B Super Tucano.[31]
- 31. října – V Berlíně bylo, po dlouhých průtazích ve výstavbě, slavnostně otevřeno Letiště Berlín-Braniborsko.[32]

### Listopad
- 20. listopadu – Japonské vzdušné síly sebeobrany vyřadily z řadové služby poslední letouny McDonnell F-4 Phantom II.[33]

### Prosinec
- 7. prosince – Ve věku 97 let zemřel Chuck Yeager, první člověk který, 14. října 1947 v experimentálním raketovém letounu Bell X-1, překonal rychlost zvuku ve vodorovném letu.[34]
- 11. prosince – Rakouské letectvo vyřadilo proudové cvičné letouny Saab 105ÖE.[35]

## První lety

### Leden
- 25. ledna – Boeing 777X, americký dopravní letoun[36]

### Únor
- 14. února – Gulfstream G700, americký business jet[37]

### Červen
- 10. června – AIDC T-5 Brave Eagle, tchajwanský proudový cvičný letoun.[38]

## Letecké nehody
- 8. ledna – Boeing 737-8KV letu 752 ukrajinského přepravce Ukraine International Airlines byl sestřelen protiletadlovou střelou Íránských revolučních gard krátce po startu z teheránského Mezinárodního letiště Imáma Chomejního, přičemž zahynulo všech 167 cestujících i 9 členů posádky. Írán za příčinu katastrofy označil selhání lidského faktoru.[39]
- 9. ledna – Lockheed C-130BZ Hercules South African Air Force havaroval při nouzovém přistání na mezinárodním letišti v Gomě v Konžské demokratické republice. Všech 59 cestujících i 8 členů posádky vyvázlo bez zranění.[40]
- 23. ledna – Lockheed C-130 Hercules pronajatý New South Wales Rural Fire Service a nasazený v boji s rozsáhlými požáry na australském kontinentu havaroval nedaleko města Cooma v Novém Jižním Walesu. Při nehodě zahynula celá tříčlenná posádka stroje.[41]

- 26. ledna – Při nehodě vrtulníku Sikorsky S-76B krátce po startu z letiště John Wayne Airport u kalifornského města Calabasas zahynulo všech 9 osob na palubě, včetně bývalého profesionálního basketbalisty Kobeho Bryanta a jeho dcery.[42]

- 27. ledna – Elektronický průzkumný letoun Bombardier E-11A United States Air Force havaroval v afghánské provincii Ghazní. Islamistická povstalecká organizace Tálibán si nárokuje jeho sestřel, představitelé amerických ozbrojených sil nepřátelskou akci jako příčinu pádu stroje vyloučili.[43]
- 27. ledna – Suchoj Su-30MKA vojenského letectva Alžírska havaroval během cvičného letu u Ain Zitoun ve vilájetu Oum El Bouaghi, přičemž zahynuli oba piloti.[44]

- 5. února – Boeing 737-86J (imatrikulace TC-IZK) letu 2193 Pegasus Airlines při přistání na istanbulském letišti Sabihy Gökçenové vyjel z dráhy a rozlomil se. Tři lidé zemřeli, 179 lidí bylo zraněno a letadlo bylo zničeno.[45]

- 27. února – CASA C-101 Aviojet španělské akrobatické skupiny Patrulla Águila havaroval ve Středozemním moři nedaleko Manga del Mar Menor v regionu Murcie. Jeho pilot zahynul.[46]
- 22. května – Airbus A320 letu PK8303 se zřítil poblíž Karáčí v Pákistánu. 98 mrtvých, 9 zraněných.[47]
- 7. srpna – Boeing 737-800 společnosti Air India přejel na jihu Indie dráhu a rozlomil se. Ze 191 osob na palubě jich 20 zemřelo, přes 100 dalších se zranilo.[48]
- 13. srpna – Nehoda českého letounu L410 v Konžské demokratické republice. Všichni 4 lidé na palubě zahynuli.
- 17. srpna – První prototyp transportního letounu Iljušin Il-112 se zřítil při přiblížení na přistání na moskveském letišti Kubinka. Před pádem se letounu vzňal pravý motor. Tříčlenná posádka zahynula.